# Plagiobasis centauroides
Plagiobasis centauroides Schrenk, 1845 è una specie di pianta angiosperma dicotiledone della famiglia delle Asteraceae. Questa specie è anche l'unica del genere Plagiobasis Schrenk, 1845.

## Descrizione
Le specie di questa voce sono piante erbacee perenni non sono spinose. Il fusto ha un portamento eretto, è scarsamente ramificato nella parte distale, la superficie è striata ed è glabro. Queste piante arrivano normalmente a 20 – 60 cm di altezza (massimo 80 cm).
Le foglie si distinguono in basali e cauline. Quelle basali sono picciolate (lunghezza del picciolo 2 – 5 cm); le cauline sono sessili. Le foglie lungo il caule sono disposte in modo alterno, hanno una lamina intera con margini seghettati (o nettamente dentati). La forma è da ellittica a lanceolata; la consistenza è spessa con superficie glabra.
Le infiorescenze si compongono di pochi capolini eterogami terminali raggruppati in forme corimbose lasse o panicolate. I capolini sono formati da un involucro (diametro: 1 - 2,5 cm) a forma da globosa a ovata composto da brattee (o squame) all'interno del quale un ricettacolo fa da base ai fiori tutti tubulosi. Le brattee dell'involucro, disposte su più serie (da 4 a 5) in modo embricato, hanno delle forme orbicolari con ampi margini ialini e consistenza coriacea (la superficie è colorata dal verde al verde-giallo). Le brattee hanno delle appendici con sfumature violacee. Il ricettacolo normalmente è setoso.
I fiori sono tutti del tipo tubuloso. I fiori sono tetra-ciclici (ossia sono presenti 4 verticilli: calice – corolla – androceo – gineceo) e pentameri (ogni verticillo ha 5 elementi). I fiori in genere sono ermafroditi e actinomorfi.
- Formula fiorale:

- /x K {\displaystyle \infty }, [C (5), A (5)], G 2 (infero), achenio

- Calice: i sepali del calice sono ridotti ad una coroncina di squame.
- Corolla: la corolla in genere è colorata di rosa. Lunghezza della corolla: 1,6 – 2 cm.
- Androceo: gli stami sono 5 con filamenti liberi, glabri e papillosi, mentre le antere sono saldate in un manicotto (o tubo) circondante lo stilo.[10]
- Gineceo: lo stilo è filiforme; gli stigmi dello stilo sono due divergenti. L'ovario è infero uniloculare formato da 2 carpelli.

Il frutto è un achenio con pappo. Gli acheni (dimensioni degli acheni: 5 - 6 x 1 - 1,5 mm), con forme strettamente ellissoide-cilindriche e colorati di marrone, sono dimorfici: le striature degli acheni periferici sono falcate; sono invece lineari-oblunghe in quelli centrali. La superficie è scarsamente pubescente e precocemente glabrescente. Il pericarpo dell'achenio è sclerificato; alla sommità l'achenio è provvisto di una piastra (l'apice è arrotondato). Il pappo (facilmente deciduo) è inserito in un anello parenchimatico sulla piastra apicale e in genere è formato da ampie squame pennate e bianche.

## Biologia
- Impollinazione: l'impollinazione avviene tramite insetti (impollinazione entomogama).
- Riproduzione: la fecondazione avviene fondamentalmente tramite l'impollinazione dei fiori (vedi sopra).
- Dispersione: i semi cadendo a terra (dopo essere stati trasportati per alcuni metri dal vento per merito del pappo – disseminazione anemocora) sono successivamente dispersi soprattutto da insetti tipo formiche (disseminazione mirmecoria).

## Distribuzione
Le specie di questa voce si trovano dal Caucaso alla Cina occidentale.

## Tassonomia
La famiglia di appartenenza di questa voce (Asteraceae o Compositae, nomen conservandum) probabilmente originaria del Sud America, è la più numerosa del mondo vegetale, comprende oltre 23.000 specie distribuite su 1.535 generi, oppure 22.750 specie e 1.530 generi secondo altre fonti (una delle checklist più aggiornata elenca fino a 1.679 generi). La famiglia attualmente (2021) è divisa in 16 sottofamiglie.
La tribù Cardueae (della sottofamiglia Carduoideae) a sua volta è suddivisa in 12 sottotribù (la sottotribù Centaureinae è una di queste).

### Filogenesi
La classificazione della sottotribù rimane ancora problematica e piena di incertezze. Il genere di questa voce è inserito nel gruppo tassonomico informale Volutaria Group. Questo gruppo composto da 8 generi, nell'ambito della sottotribù Centaureinae e da un punto di vista filogenetico, si trova in posizione "basale", ossia è stato il primo gruppo a separarsi dagli altri generi. In più recenti studi, tuttavia, alcuni generi (Mantisalca), risultano avere delle posizioni più centrale all'interno del gruppo informale Rhaponticum Group.